# Шаталов, Александр Борисович
Александр Борисович Шаталов (1890—1970) — советский железнодорожник, Герой Социалистического Труда (1943).

## Биография
Родился 15 февраля 1890 года[по какому календарю?] в селе Сукмановка (ныне — Жердевский район Тамбовской области).
В 1919 году был призван на службу в РККА. После окончания школы авиамехаников служил в авиаотряде. Демобилизовавшись, пошёл работать на Южно-Уральскую железную дорогу, был телеграфистом, машинистом паровозного депо станции «Златоуст». В 1927 году переехал в город Петропавловск Северо-Казахстанской области Казахской ССР; работал там диспетчером связи, станционным дежурным. В середине 1930-х годов уехал в Ленинград, учился в Ленинградском институте инженеров железнодорожного транспорта.
Участвовал в советско-финской войне. С началом Великой Отечественной войны Шаталов был зачислен в составе ремонтно-восстановительного поезда «Связьрем-1», дислоцировавшегося на станции «Мурманские ворота». После гибели в октябре 1941 года командира поезда М. М. Андрианова Шаталов занял его должность. Под его руководством поезд успешно работал на «Дороге жизни» и других железнодорожных линиях. Экипаж поезда Шаталова участвовал в прокладке свайно-ледовой дороги на линии Мга-Волховстрой, строительстве железнодорожной переправы по льду Ладожского озера и эстакады через Неву в районе Шлиссельбурга. После прорыва блокады Ленинграда поезд Шаталова проводил и оборудовал линии связи, прокладывал железнодорожное полотно в Шлиссельбурге.
Указом Президиума Верховного Совета СССР от 5 ноября 1943 года за «особые заслуги в обеспечении перевозок для фронта и народного хозяйства и выдающиеся достижения в восстановлении железнодорожного хозяйства в трудных условиях военного времени» Александр Шаталов был удостоен высокого звания Героя Социалистического Труда с вручением ордена Ленина и медали «Серп и Молот» за номером 139.
В послевоенное время продолжал работать на железной дороге в районе Ростова-на-Дону. Позднее вернулся в Ленинград.
Последние годы жизни прожил в Звёздном Городке у сына — лётчика-космонавта СССР, дважды Героя Советского Союза Владимира Шаталова. Умер 11 июня 1970 года, похоронен в Ленинграде, на Богословском кладбище.
Был также награждён орденами Отечественной войны 2-й степени, Трудового Красного Знамени и Красной Звезды, рядом медалей.